# Ischnopsyllus magnabulga
Ischnopsyllus magnabulga är en loppart som beskrevs av Xie Baoqi, Yang et Li Kueichen 1983. Ischnopsyllus magnabulga ingår i släktet Ischnopsyllus och familjen fladdermusloppor. Inga underarter finns listade i Catalogue of Life.